# Condado de Garfield (Montana)
El condado de Garfield (en inglés: Garfield County), fundado en 1919, es uno de los 56 condados del estado estadounidense de Montana. En el año 2020 tenía una población de 1,172 habitantes con una densidad poblacional de 0 personas por km². La sede del condado es Jordan.
El condado de Garfield es notable por ser el sitio del descubrimiento y excavación de cuatro de la docena de especímenes más importantes del mundo (hasta 1994) de Tyrannosaurus rex. Un molde del cráneo de uno de estos dinosaurios está en exhibición en el Museo del Condado de Garfield.

## Geografía
Según la Oficina del Censo, el condado tiene un área total de 12 556 km² (4847,9 mi²), de la cual 12 090 km² (4668,0 mi²) es tierra y 464 km² (179,2 mi²) (3.70%) es agua.

### Condados adyacentes
- Condado de Phillips - noroeste
- Condado de Valley - norte
- Condado de McCone - este
- Condado de Prairie - este
- Condado de Custer - sureste
- Condado de Rosebud - sur
- Condado de Petroleum - oeste

## Carreteras
- Carretera Estatal de Montana 22
- Carretera Estatal de Montana 59
- Carretera Estatal de Montana 24

## Demografía
En el 2000 la renta per cápita promedia del condado era de $25,917, y el ingreso promedio para una familia era de $31,111. En 2000 los hombres tenían un ingreso per cápita de $20,474 versus $14,531 para las mujeres. El ingreso per cápita para el condado era de $13,930. Alrededor del 21.50% de la población estaba bajo el umbral de pobreza nacional.

## Comunidades

### Pueblo
- Jordan

### Comunidades no incorporadas
- Brusett
- Cohagen
- Mosby
- Sand Springs